# Виноградівська сільська рада (Ярмолинецький район)
Виногра́дівська сільська́ ра́да — адміністративно-територіальна одиниця та орган місцевого самоврядування в Ярмолинецькому районі Хмельницької області. Адміністративний центр — село Виноградівка.

## Загальні відомості
- Територія ради: 30,8 км²
- Населення ради: 822 особи (станом на 2001 рік)

## Населені пункти
Сільській раді були підпорядковані населені пункти:
- с. Виноградівка
- с. Слобідка

## Склад ради
Рада складалася з 12 депутатів та голови.
- Голова ради: Мельник Ніла Іванівна
- Секретар ради: Цісар Тетяна Михайлівна

### Керівний склад попередніх скликань
| Прізвище, ім'я, по батькові | Основні відомості                                                         | Дата обрання | Дата звільнення |
| --------------------------- | ------------------------------------------------------------------------- | ------------ | --------------- |
| Мельник Ніла Іванівна       | Сільський голова, 1964 року народження, освіта вища, позапартійна         | 26.03.2006   | 31.10.2010      |
| Мельник Ніла Іванівна       | Сільський голова, 1964 року народження, освіта вища, член Партії регіонів | 31.10.2010   |                 |

Примітка: таблиця складена за даними сайту Верховної Ради України

### Депутати
За результатами місцевих виборів 2010 року депутатами ради стали:

#### За суб'єктами висування
| Суб'єкт висування | Кількість обраних депутатів | %  |
| ----------------- | --------------------------- | -- |
| Партія регіонів   | 6                           | 50 |
| Народна партія    | 3                           | 25 |
| Самовисування     | 3                           | 25 |

#### За округами
| № округу        | Прізвище, ім'я, по батькові        | Дата визнання обраним | Освіта             | Партійна приналежність | Відомості про обраного депутата                                  |
| --------------- | ---------------------------------- | --------------------- | ------------------ | ---------------------- | ---------------------------------------------------------------- |
| Народна Партія  |                                    |                       |                    |                        |                                                                  |
| 6               | Сенчук Галина Василівна            | 04.11.2010            | середня            | позапартійна           | Виноградівський психоневрологічний інтернат, бухгалтер           |
| 8               | Цісар Тетяна Михайлвна             | 04.11.2010            | середня            | позапартійна           | Виноградівська сільська рада, секретар                           |
| 9               | Лавренчук Анатолій Петрович        | 04.11.2010            | середня            | позапартійний          | Гером-Інвест Ярмолинці, бригадир                                 |
| Партія регіонів |                                    |                       |                    |                        |                                                                  |
| 1               | Бухта Надія Василівна              | 04.11.2010            | вища               | член Партії регіонів   | Виноградівська сільська рада, голова                             |
| 2               | Гармаш Надія Іванівна              | 04.11.2010            | середня спеціальна | член Партії регіонів   | Виноградівський психоневрологічний інтернат, кухар               |
| 4               | Зелінський В'ячеслав Станіславович | 04.11.2010            | середня            | член Партії регіонів   | Виноградівський психоневрологічний інтернат, завідувач           |
| 7               | Накрошис Марія Михайлівна          | 04.11.2010            | середня            | член Партії регіонів   | Виноградівський психоневрологічний інтернат, завідувачка складом |
| 10              | Лиса Людмила Володимирівна         | 04.11.2010            | середня            | позапартійна           | Гером-Інвест Ярмолинці, комірник                                 |
| 12              | Шмігаль Руслан Дямянович           | 04.11.2010            | середня            | позапартійний          | Хмельницький національний університет, вахтер                    |
| Самовисування   |                                    |                       |                    |                        |                                                                  |
| 3               | Гук Віктор Григорович              | 04.11.2010            | середня            | позапартійний          |                                                                  |
| 5               | Ніколаєв Василь Григорович         | 04.11.2010            | середня            | позапартійний          | Хмельницький національний університет, вахтер                    |
| 11              | Шмігель Руслан Іванович            | 04.11.2010            | середня            | позапартійний          | Виноградівський психоневрологічний інтернат, охоронець           |